# Агдгомелаанткарі
Агдгомелаанткарі (груз. აღდგომელაანთკარი) — село в Грузії.
За даними перепису населення 2014 року в селі проживає 431 особа.